# Lrrreconcilable Ndndifferences
Lrrreconcilable Ndndifferences (рус. Лрррсовместимые Ндндразличия) — одиннадцатый эпизод шестого сезона мультсериала «Футурама».

## Содержание
Нднд пилит своего мужа, правителя Лррра, что он в который раз уже собирается завоевать Землю, а вместо этого сутки напролёт спит в своём троне и смотрит телевизор. Устав от постоянных упрёков, он садится в свой корабль и летит воевать с Землёй. Но его ждёт неудача: он попал на Землю как раз во время фестиваля комиксов, и его нападения никто не заметил. В ярости Нднд вышвырнула Лррра из замка.
Одинокий и униженный, Лррр там же узнаёт Лилу, а потом врывается в здание Planet Express, чтобы поплакаться в жилетку старой знакомой — Лиле (которую он в серии «The Problem with Popplers» чуть не съел). Команда Planet Express не очень рада гостю, но, несмотря на его неподобающее поведение, всеми силами стараются утешить Лррра и помочь ему преодолеть кризис среднего возраста. На Земле Лррр решил немного развеяться, и даже провёл ночь с омикронианкой, которая оказалась всего лишь землянкой в костюме. Если об этом узнает Нднд, ему уже не вернуться домой.
Тогда был рождён новый план: нужно инсценировать завоевание Земли, для чего привлекли Орсона Уэллса. Несмотря на более чем скромный бюджет, постановка удалась настолько, что в неё поверила не только Нднд, но и Зепп Бранниган, который прилетел, чтобы сдаться новому правителю и принести ему в жертву Кифа. Нднд в восторге.
Однако рано или поздно Лррру придётся признаться во всём. Нднд очень рассердилась на то, что Лррр обманул её и не завоевал Землю, а также за то, что он попал под влияние Лилы, которая постоянно командовала им и не давала ему вздохнуть. А это законное право жены. Поэтому Лррру нужно выбрать одну из них, а вторую застрелить из бластера. Пытаясь защитить Лилу, между ней и Лррром встаёт Фрай, в которого и попадает дезинтегрирующий луч.
Нднд прощает Лррра, а Лиле остаётся оплакивать Фрая. Неожиданно выясняется, что этот дезинтегратор — всего лишь дешёвая игрушка, изобретённая Профессором, и его луч вовсе не расщепляет, а просто телепортирует предметы. Так что Фрай жив и дописывает комикс в душевой кабине.

## Персонажи
Список новых или периодически появляющихся персонажей сериала
- Лррр
- Нднд
- Скраффи
- Гипножаба
- Зепп Бранниган
- Киф Крокер
- Голова Ричарда Никсона
- Хэтти МакДугал
- Калькулон

## Изобретения будущего
- Рентгеновские очки — могут просканировать объект. В отличие от Ф-луча в одной из серий, они не опасны.
- Игрушечный бластер, телепортирующий предметы — может телепортировать предмет. Но, как известно, далеко телепортировать не может.
- Планшет для рисования комиксов — умеет создавать комиксы по любому подобию пользователя.

## Аллюзии
- Орсон Уэллс делает постановку завоевания Земли Лррром, используя опыт своей радиопостановки «Войны миров».